# Flecha Valona 1967
La Flecha Valona 1967 se disputó el 28 de abril de 1967, y supuso la edición número 31 de la carrera. El ganador fue el belga Eddy Merckx. El holandés Peter Post y el también belga Willy Bocklant fueron segundo y tercero respectivamente.  

## Clasificación final
| Pos. | Ciclista             | Equipo                   | Tiempo   |
| ---- | -------------------- | ------------------------ | -------- |
| 1    | Eddy Merckx          | Peugeot-Michelin-BP      | 5h58'00" |
| 2    | Peter Post           | Willem II-Gazelle        | a 44"    |
| 3    | Willy Bocklant       | Flandria-De Clerck       | a 1'10"  |
| 4    | Willy In't Ven       | Dr. Mann-Grundig         | m.t.     |
| 5    | Walter Godefroot     | Flandria-De Clerck       | a 2'05"  |
| 6    | Willy Monty          | Pelforth-Sauvage-Lejeune | m.t.     |
| 7    | Noël De Pauw         | Dr. Mann-Grundig         | m.t.     |
| 8    | Joseph Huysmans      | Dr. Mann-Grundig         | m.t.     |
| 9    | Ferdinand Bracke     | Peugeot-Michelin-BP      | a 2'10"  |
| 10   | Georges Vandenberghe | Romeo-Smiths             | a 2'35"  |